# Bayerischer Heimatschutz (Wehrverband)
Bayerischer Heimatschutz war die Bezeichnung eines Wehrverbands unter der Leitung von Georg Escherich (1870–1941), der am 2. Dezember 1928 in Ebersberg gegründet wurde. Er wurde nach der Machtergreifung der Nationalsozialisten aufgelöst. Er ist nicht zu verwechseln mit dem 1902 gegründeten Bayerischen Landesverein für Heimatschutz.

## Ziele
Gegründet wurde der Bayerische Heimatschutz durch Georg Escherich, 1920/21 schon Organisator der Einwohnerwehren in Bayern. Der Bayerische Heimatschutz sah sich in Konkurrenz zum Stahlhelm, Bund der Frontsoldaten und wollte die politische Rechte in Bayern hinter sich sammeln. Er vertrat bayerisch-föderalistische, antikommunistische und antizentralistische Ziele. Um den Kern der alten Einwohnerwehren Chiemgau, Isengau und Isarwinkel-Mangfallgau gruppiert, fanden sich bis 1930 der Deutsche Frontkämpferbund, der Oberbayerische Christliche Bauernverein und der Bayerische Heimat- und Königsbund unter dem Dach des Bayerischen Heimatschutzes zusammen. Die bis zu 50.000 Mitglieder kamen überwiegend aus den ländlichen Gebieten Altbayerns, vor allem aus Oberbayern. Der Bayerische Heimatschutz stand dem Haus Wittelsbach freundlich gegenüber und suchte auch den Kontakt zu kirchlichen Kreisen.
Der Bund löste sich nach der Machtergreifung der Nationalsozialisten auf Druck des SA-Sonderkommissars Ernst Röhm am 28. März 1933 auf, indem die Mehrheit seiner Mitglieder der SA, der SS sowie dem Stahlhelm beitrat. Über das Bestehen hinweg war der Oberstleutnant a. D. Julius von Reichert, ein Gefolgsmann von Escherich, Stabsleiter des Verbands.